# Stort oxstyng
Stort oxstyng (Hypoderma bovis) är en tvåvingeart som först beskrevs av Carl von Linné 1758. Enligt Catalogue of Life ingår stort oxstyng i släktet Hypoderma och familjen styngflugor, men enligt Dyntaxa är tillhörigheten istället släktet Hypoderma och familjen Hypodermatidae. Enligt den svenska rödlistan är arten nationellt utdöd i Sverige. Arten har tidigare förekommit i Götaland, Gotland, Svealand och Nedre Norrland men är numera lokalt utdöd. Artens livsmiljö är jordbrukslandskap. Inga underarter finns listade i Catalogue of Life.
Utseendet hos den ca 15 mm långa insekten påminner om ett  bi. Litet oxstyng, Hypoderma lineatum liknar i stora drag stort oxstyng till såväl utseende som uppträdande.
Stynget varken sticker eller biter. Den vuxna honan äter inte alls, och dör efter 3–8 dagar.

## Habitat
Referens:
Stort oxstyng finns på Norra halvklotet i mer än 50 länder i Europa, Asien, Afrika och Nordamerika i bältet  ca 25° – 60° latitud; i USA huvudsakligen norr om 35°.

## Livscykel
Referens: 
Honan uppsöker nötkreatur och hästar under tiden från slutet av maj till augusti, och lägger upp till 600 ägg i djurens nedre del av buken och i benen. Äggen sprids ut med 3–8 ägg  på nedre delen av ett hår i pälsen. Äggen kläcks efter 4–7 dar, varefter larven kryper längs hårstrået mot huden och gnager sig in. Där förflyttar den sig vid sidan av muskelfibrer och längs nervbanor fram emot ryggraden. Förflyttningen underlättas av att larven utsöndrar ett proteocykliskt enzym, som fräter på omgivningen. Under vintermånaderna har larven grävt sig fram mot djurets ryggparti, som de nått i februari. Där slår den sig till ro och bildar en cysta, som ger en bula i huden. Detta fortgår i ca 2 månader. I cystan  genomgår larven två omvandlingsstadier, och växer till in emot 28 mm. I cystan biter sig larven ett andningshål genom huden. Hålet kan bli upp emot 4 mm i diameter. Fram på vårkanten tar sig larven ut genom andningshålet och faller till marken, där den förpuppas i spillning och i jorden. Tiden från puppa till färdig styng rör sig om 2–8 veckor. Den tid som puppstadiet varar beror på hur vädret varit. Hela cykeln har då tagit ca ett år, och nästa generation av stort oxstyng är redo för anfall.
När oxstynget anfaller, ofta i stora skaror, blir djuren alldeles vilda och rusar kors och tvärs med svansen rätt upp i vädret i försök att bli av med angriparna. Därvid händer det att de skadar sig, t o m att något djur dör. Unga djur drabbas mer än äldre, men vissa klarar sig helt och hållet.
Vanligtvis håller sig antalet bölder under 100 per individ, men det kan förekomma över 300 på enstaka individer.
Den ekonomiska skadan i djurhållningen är stor. Djuren äter inte som de ska, och blir magra. Hålen i huden sänker kvaliteten vid lädertillverkning. Gångarna efter larverna blir lätt inkörsportar för diverse infektioner. Köttet närmast gångarna blir missfärgat, och måste skäras bort i slakteriet.

## Behandling
Referens:
Djur som hålls i stall sommartid klarar sig, eftersom styget inte flyger in där.
Det finns flera verksamma insekticider för såväl yttre behandling som injektion.
Doramectin  och ivermectin kan |injiceras subkutant. Ivermectin finns också i en beredning i en form av pasta, som läggs i djurets mun. Eprinomectin och moxidectin är vätskor som hälls över djurens rygg. Sådana beredningar finns även för doramectin och ivermectin. Alla dessa medel kan användas på köttboskap.
Vissa medel kan inte användas på mjölkboskap, eftersom det finns en risk att hälsovådliga substanser kommer in i mjölken. Eprinomectin och moxidectin är dock godkända för behandling även av mjölkkor.
När något av nämnda medel av någon anledning inte kan användas finns en metod, där ett pulver av tetraklorvinfos gnuggas in i böldernas andningshål. Ett annat alternativ är att med en trubbig nål spruta in 1 milliliter väteperoxid i böldernas andningshål. Det är också möjligt att vränga ut larven rent mekaniskt ur cystan. Därvid måste man arbeta mycket varsamt, så att larven inte spricker, ty dess inälvor kan medföra komplikationer i såret.
När någon av behandlingarna dödat larverna inuti djurkroppen, kan en viss stelhet uppstå, men detta går vanligen över av sig självt efter 2 à 3 dygn. I enstaka fall kan ett angripet djur drabbas även av psykiska skador.

## Vaccinering
Referens: 
På 1950-talet gjordes en del försök med vaccinering mot oxstyngsjuka, men det fick aldrig större genomslag, då de andra tillgängliga metoderna gav bättre resultat.

## Bygdemål
| Namn      | Trakt        | Referens |
| --------- | ------------ | -------- |
|           |              |          |
| Krokhumla | Östergötland | [ 7 ]    |

På engelska heter Stort oxstyng Northern Cattle Grub, Nordlig boskapslarv. Grub betyder grävande larv. Det är alltså styngets larvstadium som avses, och som  plågar såväl nötboskap som hästar genom att gräva sig in i huden.